# Théophile Delcassé
Théophile Delcassé (Pamiers, 1852. március 1. – Nizza, 1923. február 22.) Franciaország külügyminisztere volt 1898 és 1905, valamint 1914 és 1915 között. Ő volt az új európai szövetségi rendszer egyik megalkotója az első világháborút megelőző években.

## Élete
Théophile Delcassé 1852. március 1-jén született a franciaországi Pamiers-ben. Újságíróként helyezkedett el és erélyesen támogatta Léon Gambetta mersékelt köztársasági programját, valamint Jules Ferry gyarmati terjeszkedést támogató törekvéseit. 1885-ben a képviselőház tagjává választották, 1893-ban pedig Alexandre Ribot kormányának tagja lett kereskedelmi, iparügyi és gyarmatügyi államtitkárként. 1894-ben és 1895-ben gyarmatügyi miniszterként tevékenykedett. 1898-ban Henri Brisson kormányának külügyminisztere lett és ezt a pozíciót hat egymást követő kormányban, összesen hét éven keresztül töltötte be.
A Német Birodalom, Olaszország és az Osztrák–Magyar Monarchia szövetségétől tartva, úgy érezte, hogy Franciaország érdekén áll az Orosz Birodalommal és a Brit Birodalommal való szoros együttműködés. 1904-ben sok kérdést illetően sikerült egyetértésre jutniuk a britekkel és április 8-án megalakították az antantot, amely 1940-ig létezett. Emellett 1907-ben sikerült megkötnie az angol–orosz egyezményt, amellyel a szövetség három főre bővült.
1905-ben Maurice Rouvier miniszterelnök, aki ellenezte Delcassé elképzeléseit, lemondásra kényszerítette. Mivel bukását a németek befolyásnak tulajdonították, azt a németellenesség erősödése követte az egész országban. Ez egyben megerősítette az általa kovácsolt szövetséget. 1909-ben sikerült visszatérnie a francia haditengerészet gyengeségének okát vizsgáló bizottság elnökeként. 1911 és 1913 között tengerészeti miniszterként megegyezést kötött a brit hadiflottával háború esetén való kölcsönös segítségnyújtást illetően. Ez az egyezmény alapvető fontossággal bírt abban, hogy az első világháború kitörésekor a britek Franciaország védelmében hadat üzentek a Német Birodalomnak. 1915-ben bekövetkező visszavonulásáig René Viviani kormányában szolgált külügyminiszterként. 1923. február 22-én hunyt el Nizzában.